# Szlamka Lajos
Szlamka Lajos (Ľudovít Slamka; Nyitra, 1906. augusztus 25. – Nyitra, 1969. május 22.) illusztrátor, akadémiai festőművész.

## Élete
1913[forrás?]-1921 között a nyitrai gimnázium diákja volt. Itt ismerkedett meg több jelentős nyitrai születésű képzőművésszel (Massányi Ödön, Štefan Valent). Abba a rajzkörbe járt, amelyet Oldřich Kalandra cseh festőművész vezetett. 1921–1924 között a prágai Kereskedelmi Akadémián tanult. 1924-ben Gustav Mallý magán művészeti iskoláját látogatta Pozsonyban. 1925-1926-ban a prágai Képzőművészeti Akadémián tanult Jakub Obrovskýnál. 1926–1931 között Budapesten elvégezte a festőakadémiát. Baranszky Emil László és Olgyay Ferenc voltak a mesterei, de Rudnay Gyula volt rá a legnagyobb hatással. Tanulmányait követően visszatért Nyitrára és műtermet nyitott a családi házukban az alsótabáni utcában.
1936-ban és 1937-ben Nyitrán állított ki többekkel, 1938-ban pedig részt vett a szlovenszkói képzőművészek New York-i gyűjteményes kiállításán. A második világháború idején csökkentek a megrendelések, így 1940-től a nyitrai szaktanintézet tanára lett. 1946-tól haláláig a nyitrai ipari építészeti középiskolában tanított rajztanárként. Otthoni műtermében agyvérzést szenvedett és elhunyt. A nyitrai öregtemetőben nyugszik, de sírhelye nincs megjelölve.
A két világháború közti időszakban az Umelecká beseda slovenská tagja volt.

## Elismerései és emlékezete
- 1936 a pozsonyi Umelecká beseda-díja[6]
- Nyitra-Nagyemőkén és Ürményben utca viseli nevét

## Művei
Tájképeket és érdekes felfogású modern figurális alkotásokat készített. Ezen kívül festett portrékat, csendéletet és egyéb zsánerképeket is. Több nyitrai magyar kiadvány (1935 Nyitrai írók könyve; 1936-1937 Szlovenszkói Magyar írók Antológiája I-IV; 1939 Híres nyitraiak - címoldal; 1940 Nitra arany könyve; 1940 Nitra lelke; 1940 Régi nitrai bűnök) borítóját tervezte. A második világháború egyfajta törést jelentett művészetében, mivel megélhetési szempontból fel kellett hagynia a szabad foglalkozású művészi életével, s ezt követően a festészetet már csak kedvtelésből űzte. Az 1960-as években nyitrai városi látképeket készített, illetve jugoszláviai, bulgáriai és olaszországi utazásaiból merített. Többek között a Nyitrai Galériában és a Szlovák Nemzeti Galériában találhatóak művei.
- 1934 Na paši pri rieke Nitre (akvarell)
- 1936 Pri cintoríne (olaj vásznon)
- Koldusasszonyok
- Madonna
- Munkásfej